# 康陳翠華
康陳翠華，BBS（1960年6月29日－），香港教育局副秘書長，先夫為康寶文。1980年代在香港電台電視部任職期間，曾製作1990年小四社會科節目《這是我家》。

## 爭議

### 形容六四事件及六七暴動為「雞毛蒜皮」事件
2017年10月30日，教育局公布初中中國歷史課程修訂第二輪諮詢文件，惟六四事件及六七暴動都未納入課程綱要。教育局副秘書長康陳翠華昨日在記者會上曾指，不會在課綱內「雞毛蒜皮」的列出所有史事，引起社會嘩然。及後，康陳翠華在立法會教育事務委員會上，主動回應，承認是用詞不當，強調並非貶低個別事件。

### 2020年香港文憑試歷史科爭議期間表現
2020年5月的香港中學文憑考試歷史科考試中，一道開放式題目被指具引導性、美化日本侵華，在考試結束後，教育局局長楊潤雄要求香港考試及評核局取消有關試題，因而成為一起爭議事件。
康陳翠華其後撰寫《歷史教育所為何事？》一文，指20世紀上半葉中日關係複雜，要求中學生在約20分鐘內就自己所知來處理這超越他們能力的題目完全不合理，支持取消題目，又表示絕非以政治來干預考試。有考生對考評局建議感到震驚，直斥做法不公，康陳翠華的言論侮辱學生，強調考生花3年時間不斷溫習歷史、分析題目，絕對有能力在短時間內判斷如何答題。

## 資料來源
1. ↑  .   [2020-05-18]. （原始内容存档于2020-09-30）.
2. ↑  .   [2020-05-18].
3. ↑  .   [2020-05-18].[永久]
4. ↑  .   [2020-05-18]. （原始内容存档于2020-09-30）.
5. ↑  .   [2020-05-18]. （原始内容存档于2022-04-15）.
6. ↑  .   [2020-05-18]. （原始内容存档于2021-06-21）.